# Arcte
Arcte es un género de lepidópteros perteneciente a la familia Noctuidae. Es originario del Sudeste de Asia.

## Especies
- Arcte coerula Guenée, 1852
- Arcte polygrapha Kollar, [1844]